# Act. 1 The Little Mermaid
Act. 1 The Little Mermaid è l'EP di debutto del gruppo musicale sudcoreano Gugudan, pubblicato il 28 giugno 2016 dalla Jellyfish Entertainment e distribuito da CJ E&M.

## Tracce
1. Wonderland – 3:05 (testo: ButterFly, Jang Yeon-jung, Kim In-hyung – musica: ButterFly)
2. Could This Be Love – 3:14 (testo: Misfit – musica: Kanata Okajima, Simon Janlov, Andreas Oberg)
3. Good Boy – 2:54 (testo: Kim Chang-rak, Mario, Han Kyung-su – musica: Kim Chang-rak, Park Su-seok, Lee Hyun-sang)
4. Diary – 3:38 (testo: Jin-ri, Glory Face – musica: Jin-ri, Glory Face, Ming-ki)
5. Maybe Tomorrow – 4:48 (testo: Kim Ji-hyang – musica: MELODESIGN)
6. Wonderland (Instrumental) – 3:05 (musica: ButterFly)

## Classifiche
| Classifica (2016) | Posizione massima |
| ----------------- | ----------------- |
| Corea del Sud     | 2                 |